# Gây mê toàn thân
Gây mê toàn thân  là một tình trạng hôn mê trong y tế do mất phản xạ bảo vệ, do sử dụng một hoặc nhiều thuốc gây mê nói chung.  Nó được thực hiện để cho phép các thủ tục y tế mà gây đau đớn cho bệnh nhân; hoặc vì bản chất của thủ tục ngăn cản bệnh nhân tỉnh táo.
Một loạt các loại thuốc có thể được đưa vào cơ thể, với mục đích tổng thể là đảm bảo sự bất tỉnh, mất trí nhớ, giảm đau, mất phản xạ của hệ thống thần kinh tự trị, và trong một số trường hợp là tê liệt cơ xương.  Sự kết hợp tối ưu của thuốc cho bất kỳ bệnh nhân và quy trình nhất định thường được lựa chọn bởi bác sĩ gây mê hoặc nhà cung cấp khác như bác sĩ khoa phẫu thuật, bác sĩ gây mê, trợ lý bác sĩ hoặc bác sĩ gây mê (tùy thuộc vào thực hành tại địa phương) bác sĩ phẫu thuật, nha sĩ hoặc học viên khác thực hiện thủ tục phẫu thuật.

## Lịch sử
Nỗ lực tạo ra trạng thái gây mê toàn thân có thể được truy tìm trong suốt lịch sử được ghi lại trong các tác phẩm của người Sumer cổ đại, Babylon, Assyria, Ai Cập, Hy Lạp, La Mã, Ấn Độ và Trung Quốc.  Trong thời trung cổ, các nhà khoa học và các học giả khác đã có những tiến bộ đáng kể trong thế giới phương Đông, trong khi các đối tác châu Âu của họ cũng có những tiến bộ quan trọng.
Thời kỳ Phục hưng đã chứng kiến những tiến bộ đáng kể trong giải phẫu và kỹ thuật phẫu thuật.  Tuy nhiên, bất chấp tất cả những tiến bộ này, phẫu thuật vẫn là phương pháp điều trị cuối cùng.  Phần lớn là do cơn đau liên quan, nhiều bệnh nhân đã chọn cái chết chắc, thay vì phải trải qua phẫu thuật.  Mặc dù đã có rất nhiều tranh luận về việc ai xứng đáng được tin tưởng nhất cho việc khám phá gây mê toàn thân, một số khám phá khoa học vào cuối thế kỷ 18 và đầu thế kỷ 19 rất quan trọng đối với việc giới thiệu và phát triển các kỹ thuật gây mê hiện đại.
Hai bước nhảy vọt đã xảy ra vào cuối thế kỷ 19, cùng nhau cho phép chuyển sang phẫu thuật hiện đại.  Một đánh giá cao về lý thuyết mầm bệnh đã nhanh chóng dẫn đến sự phát triển và ứng dụng các kỹ thuật sát trùng trong phẫu thuật.  Thuốc sát trùng, đã sớm nhường chỗ cho vô trùng, làm giảm tỷ lệ mắc bệnh và tử vong của phẫu thuật xuống mức dễ chấp nhận hơn nhiều so với các thời đại trước.  Đồng thời với những phát triển này là những tiến bộ đáng kể trong dược lý học và sinh lý học dẫn đến sự phát triển của gây mê toàn thân và kiểm soát cơn đau.  Vào ngày 14 tháng 11 năm 1804, Hanaoka Seishū, một bác sĩ Nhật Bản, đã trở thành người đầu tiên thực hiện phẫu thuật thành công bằng cách gây mê toàn thân.
Trong thế kỷ 20, sự an toàn và hiệu quả của gây mê toàn thân đã được cải thiện nhờ sử dụng ống nội khí quản và các kỹ thuật quản lý đường thở tiên tiến khác.  Những tiến bộ đáng kể trong giám sát và các thuốc gây mê mới với cải thiện dược động học và dược lực học đặc cũng góp phần xu hướng này.  Cuối cùng, các chương trình đào tạo tiêu chuẩn cho bác sĩ gây mê và y tá gây mê đã xuất hiện trong giai đoạn này. 